# Persoonia linearis
Persoonia linearis, cunoscut local drept narrow-leaved geebung (în română geebung cu frunze înguste), este un arbust originar din statele New South Wales și Victoria din Australia de est. Poate ajunge până la 3 metri înălțime, rareori până la 5 metri. Scoarța este groasă, de culoare gri închis, cu aspect de hârtie. Frunzele sunt, după cum sugerează și numele speciei, mai mult sau mai puțin liniare ca formă, lungi de până la 9 centimetri și late de 1 până la 7 milimetri. Florile mici și galbene apar în timpul verii, toamnei și începutul iernii (lunile decembrie-iulie), urmate de fructe mici, verzi și cărnoase, de tip drupă. În cadrul genului Persoonia, specia este membră a grupului Lanceolata, care conține 58 de specii strâns înrudite. P. linearis se încrucișează cu mai multe alte specii atunci când cresc împreună.
Întâlnită în pădurile sclerofile uscate, pe soluri pe bază de gresie, cu deficit de nutrienți, specia P. linearis este adaptată la mediile predispuse la incendii. Mugurii epicormici apar de sub scoarța groasă după incendii. Fructele sunt consumate de vertebrate precum canguri, posumi și currawong. Ca și alți membri ai genului, P. linearis este rar cultivată, deoarece se propagă foarte greu prin semințe sau prin butași, dar odată ce este propagată, se adaptează ușor, preferând solurile acide, cu drenaj bun, în locuri cel puțin parțial însorite.

## Taxonomie

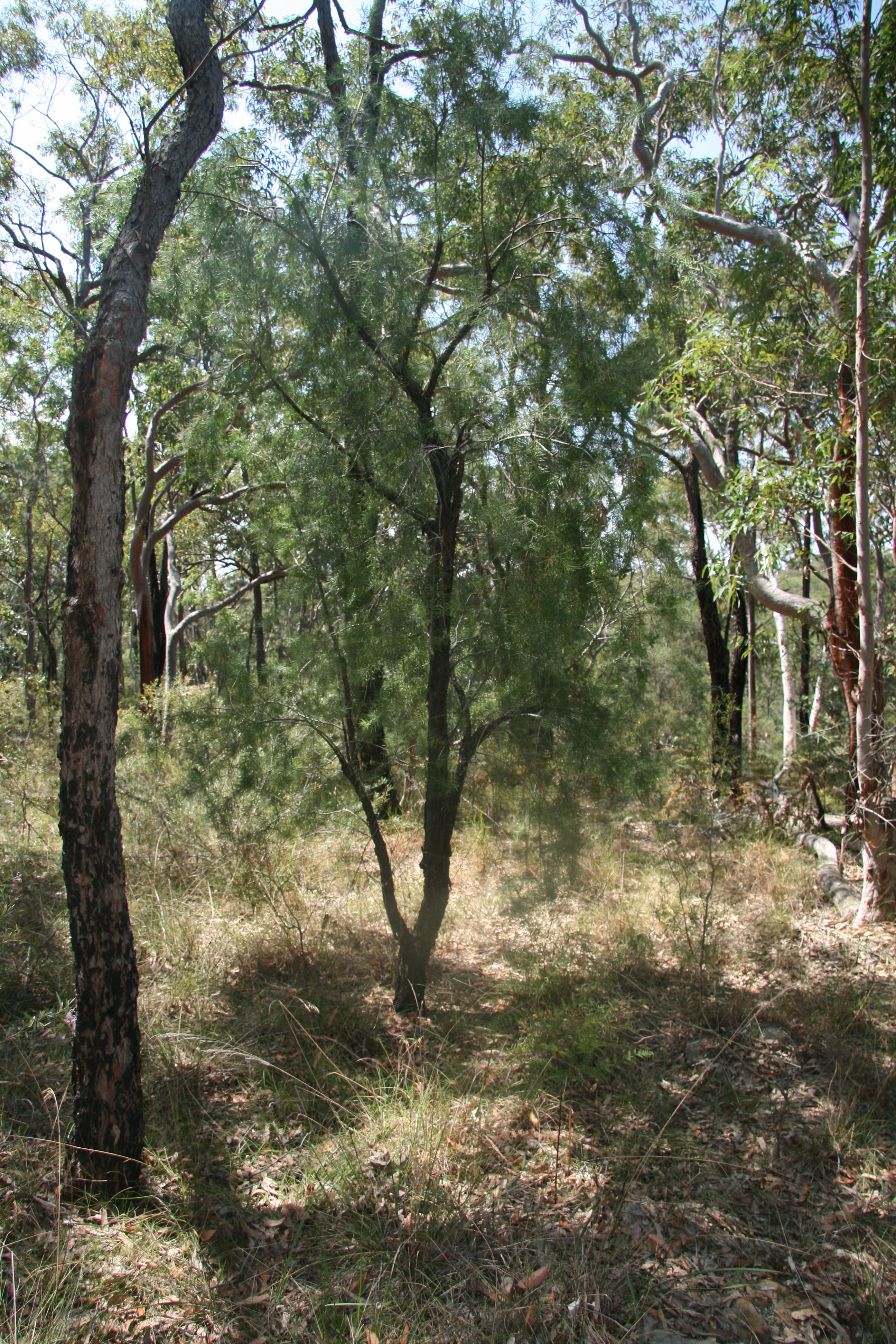
Aspect general (arbustul central cu scoarță neagră), într-un luminiș de pădure, Georges River National Park

Botanistul și artistul englez Henry Charles Andrews a descris Persoonia linearis în 1799, în cel de-al doilea volum al lui, Botanists Repository, Comprising Colour'd Engravings of New and Rare Plants. El a primit o plantă înflorită de la J. Robertson din Stockwell, care o crescuse dintr-o sămânță în 1794. Numele speciei este latinescul linearis, care înseamnă „liniar”, o referință la forma frunzelor.
Între timp, botanistul german Karl Friedrich von Gärtner a stabilit denumirea de Pentadactylon angustifolium în 1807, folosind un exemplar din colecția lui Joseph Banks pentru a descrie ceea ce s-a dovedit a fi aceeași specie. Numele de gen derivă din grecescul penta- „cinci” și dactyl „degete” și se referă la cotiledoanele cu cinci lobi. Horticultorul Joseph Knight a descris această specie drept Persoonia angustifolia în lucrarea sa controversată din 1809 On the cultivation of the plants belonging to the natural order of Proteeae, dar numele binomului este nelegitim, deoarece a apărut ulterior descrierii lui Andrews. Carl Meissner a descris o populație din zona râului Tambo din Victoria ca o varietate separată, Persoonia linearis var. latior în 1856, dar soiuri sau subspecii nu sunt astăzi recunoscute. Botanistul german Otto Kuntze a propus numele binomial Linkia linearis în 1891 folosind descrierea originală a lui Cavanilles a genului Linkia, dar numele a fost în cele din urmă respins în favoarea Persoonia. În 1919, botanistul francez Michel Gandoger a descris trei specii, care au fost între timp realocate în specia P. linearis: P. phyllostachys din materialul colectat din Mount Wilson și trimis lui de către ierbarul la Grădinile Botanice Regale din Sydney și P. walteri și P. breviuscula de la Charles Walter, colecționar de plante din Melbourne, ale cărui înregistrări au fost puse la îndoială. Materialul cu frunze scurte folosit pentru P. breviuscula este adnotat ca fiind cules în Queensland, dar acum se crede că această înregistrare a fost incorectă. Gandoger a descris 212 taxoni de plante australiene, aproape toate care s-au dovedit a fi specii deja descrise.
În 1870, George Bentham a publicat prima clasificare infragenerică a genului Persoonia în Volumul 5 al operei sale Flora Australiensis. El a împărțit genul în trei secțiuni, amplasând P. linearis în P. sect. Amblyanthera, și a recunoscut că Pentadactylon angustifolium este aceeași specie, după examinarea specimenului din ierbarul lui Banks. El a descris o varietate sericea din regiunea Râului Shoalhaven și, de asemenea, a remarcat discrepanța față de descrierea speciei a lui Robert Brown. Brown a remarcat că scoarța este netedă, spre deosebire de Ferdinand von Mueller și alții care au observat că scoarța este stratificată.
Genul a fost revizuit de către Peter Weston pentru Flora of Australia în 1995, iar P. linearis a fost amplasată în grupul Lanceolate, un grup de 54 de specii înrudite cu flori similare, dar frunze foarte diferite. Aceste specii se încrucișează între ele acolo unde mai multe specii conviețuiesc și astfel au fost înregistrați hibrizi cu P. chamaepeuce, P. conjuncta, P. curvifolia, P. lanceolata, P. media, cinci subspecii de P. mollis, P. myrtilloides subsp. cunninghamii, P. oleoides, P. pinifolia și P. sericea. Robert Brown a descris inițial hibridul cu P. levis ca specia Persoonia lucida, dar este acum cunoscut sub numele de Persoonia × lucida, întâlnit în pădurile sud-estice de pe coasta de sud a New South Wales.
Bentham a scris în 1870 despre numele geebung, derivat din cuvintele în limba Dharug geebung sau jibbong, care era folosit de localnici pentru fructele acestei specii. Naam-burra este numele aborigen în regiunea Illawarra.

## Descriere
Persoonia linearis crește ca arbust înalt sau ca arbore mic, ajungând uneori până la 5 metri în înălțime, dar cel mai frecvent măsoară doar 2–3 metri. Scoarța moale, ca de hârtie, este de culoare gri la suprafață, în timp ce straturile mai profunde sunt roșiatice. În scoarță se află muguri epicormici, care se deschid și se dezvoltă după incendii. Noile ramuri sunt păroase. Frunzele sunt mai mult sau mai puțin liniare ca formă, măsurând de la 2 la 9 centimetri în lungime și de la 1 la 7 milimetri în lățime, cu margini ușor curbate în jos.
Florile galbene apar în timpul verii, toamnei și începutul iernii (lunile decembrie-iulie). Acestea sunt aranjate în raceme frunzoase, iar fiecare ramură poate susține până la 50 de flori. P. linearis este descrisă ca fiind auxotelică, ceea ce înseamnă că fiecare tulpină susține o floare aflată la axila unei bractee, la intersecția acesteia cu tulpina. Cunoscute sub numele de pedicele, acestea sunt acoperite de peri fini și măsoară între 2 și 8 mm în lungime. Fiecare floare este formată dintr-un periant cilindric, constând din tepale unite pe aproape toată lungimea, în care se află atât părțile de sex masculin, cât și cele de sex feminin. Tepalele sunt lungi de 0,9–1,4 cm și acoperite cu păr fin la exterior. Stilul central este înconjurat de stamine, care se împart în patru segmente. Acestea se răsucesc înspre exterior și seamănă cu o cruce atunci când sunt privite de deasupra. Astfel, oferă o zonă de aterizare pentru insectele care vizitează stigmatul, situat la extremitatea stilului. Florile sunt urmate de dezvoltarea de drupe fine cărnoase, de culoare verde, mai mult sau mai puțin rotunde, având 1,3 cm în diametru. Drupele mature pot avea pete de culoare violet. Fiecare conține una sau două semințe într-un sâmbure lemnos și cade după coacere, în general din septembrie până în noiembrie.

## Răspândire și habitat
Una dintre cele mai comune specii de geebung, Persoonia linearis este răspândită de la Râul Macleay de pe coasta nordică a New South Wales până la Râul Tambo din estul statului Victoria. Este întâlnită de la nivelul mării până la altitudini de 1.000 de metri, în zone cu o medie anuală de precipitații de 700–1400 mm. Este o componentă a pădurilor sclerofile uscate, crescând pe soluri de gresie și argilă. Arbustul crește în zone însorite sau ușor umbrite în zone de pădure sau subarboret. În Bazinul Sydney, acesta este asociat cu arbori precum eucalipți (Eucalyptus piperita, E. sieberi, E. agglomerata, E. pilularis, E. paniculata, E. rossii, E. saligna, E. sparsifolia) și Angophora costata și arbuști precum Grevillea obtusiflora, G. phylicoides, Hakea dohertyi, Conospermum longifolium, Persoonia rigida. În imediata apropiere a orașului Nowra și a Golfului Jervis, este o componentă a subarboretului din Currambene Lowlands Forest, alături de plante precum Daviesia ulicifolia, Leucopogon juniperinus și Pittosporum undulatum, cu arborii dominanți Corymbia maculata, Eucalyptus globoidea, E. longifolia. Pădurile înalte sclerofile uscate se află pe teren deluros, cu drenaj bun. Solul este un lut galben format din argilă, aleurit și gresie.

## Ecologie

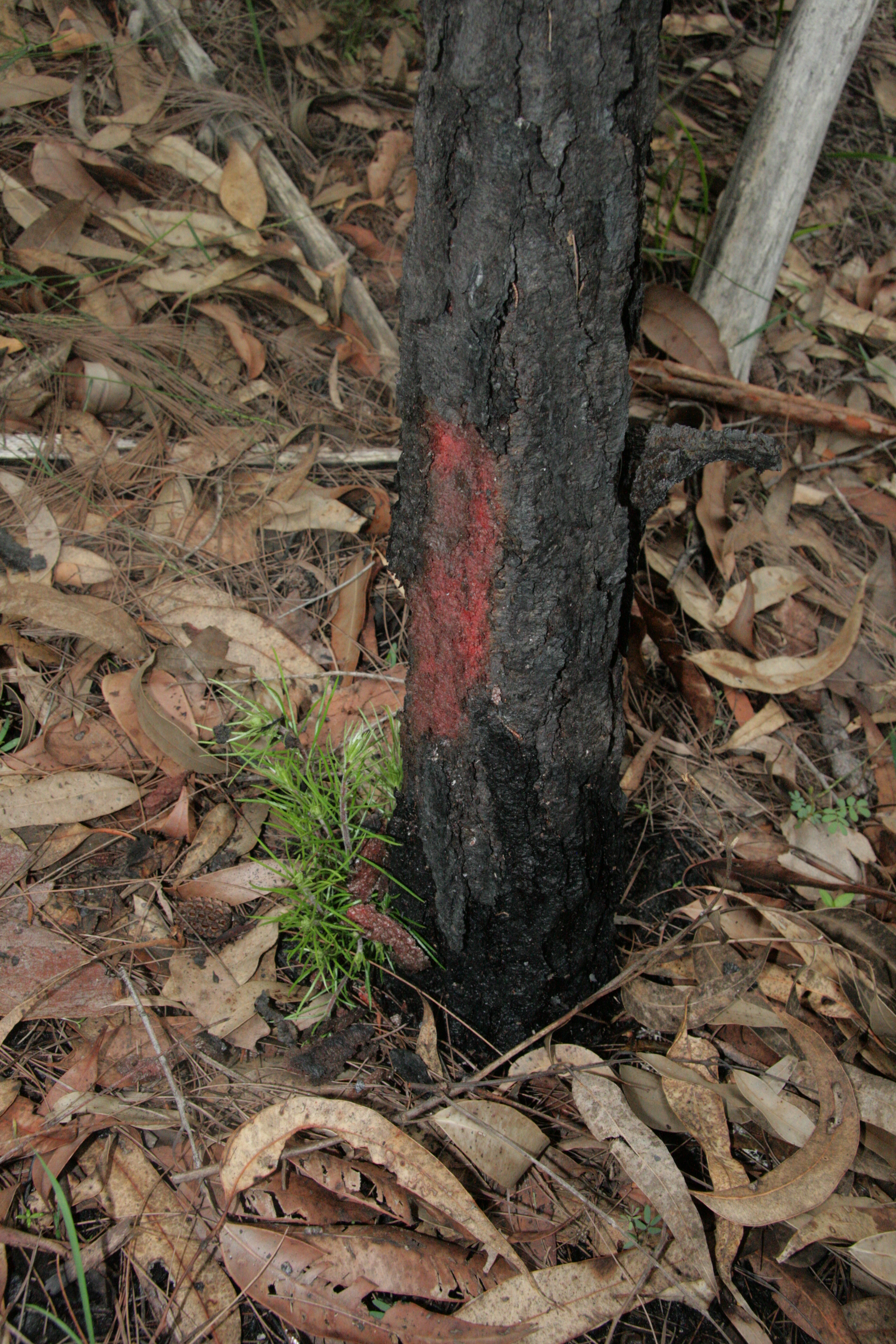
Creșteri noi la baza trunchiului, după ce planta a fost arsă într-un incendiu de intensitate mică, Georges River National Park. Pot fi observate și culoarea și textura trunchiului.

Persoonia linearis este una din mai multe specii de Persoonia care se regenerează prin dezvoltarea de noi ramuri din trunchiuri sau tulpini de peste 2 centimetri grosime după arderi, o adaptare la habitatele dispuse la incendii în care crește. Cu toate acestea, doar trunchiurile de 12–16 centimetri în diametru pot supraviețui pentru permite mugurilor să se dezvolte după incendii intense. Scoarța groasă, ca de hârtie, protejează și izolează mugurii epicormici de flăcări. Ramurile noi pot apărea și la bază, dar în general numai în cazul în care tulpina sau trunchiul este ucis.
Albinele coletide din genul Leioproctus, subgenul Cladocerapis, se hrănesc exclusiv cu nectarul florilor câtorva specii de Persoonia, pe care le polenizează astfel. Albinele din subgenul Filiglossa din același gen, care de asemenea sunt specializate în florile Persoonia, nu par a fi eficiente ca agenți polenizatori. Cu o greutate de 1900 mg, fructele sunt adaptate pentru a fi consumate de vertebrate, precum canguri, oposumi și currawong și alte păsări mai mari. Semințele au fost observate în fecalele unor wallaby din specia Petrogale penicillata.

## Cultivare
Persoonia linearis este utilă ca plantă de gard viu și răspunde bine la tăiere. Frunzele sunt folosite în aranjamente florale, iar scoarța sa colorată este o caracteristică horticulturală. Este o plantă destul de ușor de cultivat în grădini, dar este rareori văzută din cauza dificultăților în ceea ce privește propagarea. Germinarea din semințe este redusă și poate dura multe luni. Odată stabilită, planta poate tolera perioade uscate prelungite și este rezistentă la înghețuri. Condițiile optime de creștere sunt umbra parțială și un sol acid bine drenat, deși P. linearis crește ușor și în zone complet însorite. Plantele din acest gen sunt, în general, sensibile la cantitate excesivă de fosfor și cresc fără îngrășământ sau cu formulări cu eliberare lentă cu conținut scăzut de fosfor. De asemenea, pot deveni deficiente în fier și mangan. Întâi cultivată în Anglia în 1794 din semințe, a fost de asemenea propagată prin butași. Andrews a descris-o ca fiind o „plantă frumoasă de seră, care continuă să înflorească în lunile de toamnă și produce semințe bune”. Joseph Knight a raportat că butașii vor avea succes atât timp cât materialul a fost „ales în mod prudent” și că plantele au produs ocazional semințe.
În 1994, din drupele coapte ale unui hibrid de Persoonia linearis și P. pinifolia de la Australian National Botanic Gardens a fost izolat un compus cu proprietăți antimicrobiene, ulterior identificat ca 4-hidroxifenil 6-O-[(3R)-3,4-dihidroxi-2-metilenbutanoil]-β-D-glucopiranozidă.